# Pterobdella
Pterobdella är ett släkte av ringmaskar som beskrevs av Kaburaki 1921. Pterobdella ingår i familjen fiskiglar.
Släktet innehåller bara arten Pterobdella jenseni.